# Германско кино
Когато филмовата индустрия се разраснала в периода от 1900 до 1915, тя се задържала в Европа и Америка. Но Първата световна война разклатила икономиката на Европейския континент и забавила растежа на индустрията там, позволявайки на Холивуд да доминира във филмовата индустрия.
Историята на германското кино започва в периода след Първата световна война, когато Германия започва бавно да се съвзема от ужасите на войната. Киното било популярен начин да се избяга във фантазиите и филмовата индустрия процъфтяла. Това било спомогнато и от ниската стойност на марката, в сравнение с другите западни валути. Това позволило на филмовите творци да заемат и връщат марки, които за това време били обезценени. Но въпреки това германските творци не можели да си позволят високо бюджетни филми. Това довело до разрастването на германския експресионизъм: филми, които разчитали на символизъм вместо на реализъм, за да разкажат историите си. За начало на експресионизма се сочи „Кабинетът на доктор Калигари“ (1919), който все още се изучава във филмовите училища.
Идването на власт на Нацистката партия през 1930-те години променя из основи германското кино. Много признати германски режисьори емигрирали за Америка, донасяйки значителния си талант в Холивуд. Филмите на ужасите на студиата Юнивърсъл през 1930-те са режисирани от емигрирали режисьори от Германия.
Днешните най-големи продуценти включват Constantin Film, Bavaria, Studio Hamburg, и UFA Film und Fernsehproduktion. Скорошни филми като „Бягай, Лола“, „Сбогом, Ленин“ и „Крахът на Третия райх“ успяват да уловят провокативната и иновативна природа на немските филми от 1970-те.
В новото хилядолетие има възраждане на германската филмова индустрия, с високо бюджетни филми и добри приходи от германския боксофис.